# 自動車運転代行業の業務の適正化に関する法律
自動車運転代行業の業務の適正化に関する法律（平成13年法律第57号）は、2001年6月20日に公布され、2002年6月1日に施行された日本の法律である。

## 概要
自動車運転代行業は、飲酒のために自分の車を運転することができなくなった者に代り、その者の車を運転するサービスであり、1960年代から行われている。移動手段として自家用自動車が不可欠な地方都市を中心に発達してきた事業であり、飲酒運転の防止に一定の役割を果たしてきた。しかし、自動車運転代行業は、交通死亡事故の発生率が高い水準で推移しているほか、不適正業者によるタクシー事業類似行為、料金の不正収受、損害賠償保険の未加入等の問題が見受けられた。そのため、業務の適正な運営を確保し、もって交通の安全及び利用者の保護を図るために所要の措置を講ずるためにこの法律が制定された。

## 目的
自動車運転代行業を営む者について必要な要件を認定する制度を実施するとともに、自動車運転代行業を営む者の遵守事項を定めること等により、自動車運転代行業の業務の適正な運営を確保し、もって交通の安全及び利用者の保護を図ること（第1条）。

## 定義
「自動車運転代行業」とは、他人に代わって自動車（道路交通法第二条第一項第九号に規定する自動車をいう）を運転する役務を提供する営業であって、次のいずれにも該当するものをいう（第2条第1項）。
1. 主として、夜間において客に飲食をさせる営業を営む者から酒類の提供を受けて酒気を帯びた状態にある者（酔客）に代わって自動車を運転する役務を提供するものであること。
2. 酔客その他の当該役務の提供を受ける者を乗車させるものであること。
3. 常態として、当該自動車に当該営業の用に供する自動車が随伴するものであること。

## 認定
自動車運転代行業を営もうとする者は、欠格理由（第3条）に該当しないことについて、都道府県公安委員会の認定を受けなければならない（第4条）。